# 1862年の相撲
1862年の相撲（1862ねんのすもう）は、1862年の相撲関係のできごとについて述べる。

## できごと
2月場所中、小柳平助が殺される事件が発生した（小柳殺し）。

## 興行
- 2月場所（江戸相撲）[2]
  - 興行場所:本所回向院
  - 晴天10日間興行
- 6月場所（大坂相撲）[1]
  - 興行場所:天満砂原屋敷
- 11月場所（江戸相撲）[3]
  - 興行場所:本所回向院
  - 晴天10日間興行